# Liste der Gemarkungen in Baden-Baden
Die Liste der Gemarkungen in Baden-Baden umfasst die aktuellen Gemarkungen im baden-württembergischen Stadtkreis Baden-Baden nach den Angaben des Landesamtes für Geoinformation und Landentwicklung.
| Nr.    | Gemarkung      | AGS      | Gemeinde    | Fläche ha | Bevölkerung Zensus 2011-05-09 | WGS84                       |
| ------ | -------------- | -------- | ----------- | --------- | ----------------------------- | --------------------------- |
| 083830 | Baden-Baden    | 08211000 | Baden-Baden | 6479,78   | 15781                         | 48° 43′ 31″ N, 8° 15′ 27″ O |
| 083831 | Balg           | 08211000 | Baden-Baden | 324,78    | 1889                          | 48° 47′ 20″ N, 8° 13′ 31″ O |
| 083832 | Ebersteinburg  | 08211000 | Baden-Baden | 518,78    | 1215                          | 48° 46′ 56″ N, 8° 16′ 30″ O |
| 083833 | Haueneberstein | 08211000 | Baden-Baden | 898,65    | 4040                          | 48° 48′ 33″ N, 8° 13′ 38″ O |
| 083834 | Lichtental     | 08211000 | Baden-Baden | 1010,13   | 6486                          | 48° 44′ 6″ N, 8° 16′ 49″ O  |
| 083835 | Neuweier       | 08211000 | Baden-Baden | 606,02    | 2065                          | 48° 43′ 11″ N, 8° 11′ 35″ O |
| 083836 | Oos            | 08211000 | Baden-Baden | 1295,98   | 10914                         | 48° 46′ 58″ N, 8° 12′ 2″ O  |
| 083837 | Sandweier      | 08211000 | Baden-Baden | 1281,89   | 4145                          | 48° 48′ 45″ N, 8° 10′ 43″ O |
| 083838 | Steinbach      | 08211000 | Baden-Baden | 1176,32   | 3941                          | 48° 43′ 33″ N, 8° 9′ 57″ O  |
| 083839 | Varnhalt       | 08211000 | Baden-Baden | 415,68    | 1900                          | 48° 44′ 18″ N, 8° 11′ 4″ O  |